# Bubble (langage de programmation)
Pour les articles homonymes, voir Bubble.
Bubble est un langage de programmation visuel développé par Bubble Group, Inc,. 
Bubble permet la réalisation d'applications et de sites internet complexes sans avoir de compétences en programmation informatique. Le logiciel offre une interface graphique, laquelle permet au plus grand nombre de développer des applications en dessinant l'interface et en définissant des workflows.
Bubble compte plus de 280 000 utilisateurs, et est utilisé principalement par des entrepreneurs et des petites et moyennes entreprises.
Selon les termes annoncés par Bubble, les outils fournis par Bubble sont placés sous licence privative bien qu'il semble possible à un client de Bubble de déclarer ses propres projets sous la licence de son choix.

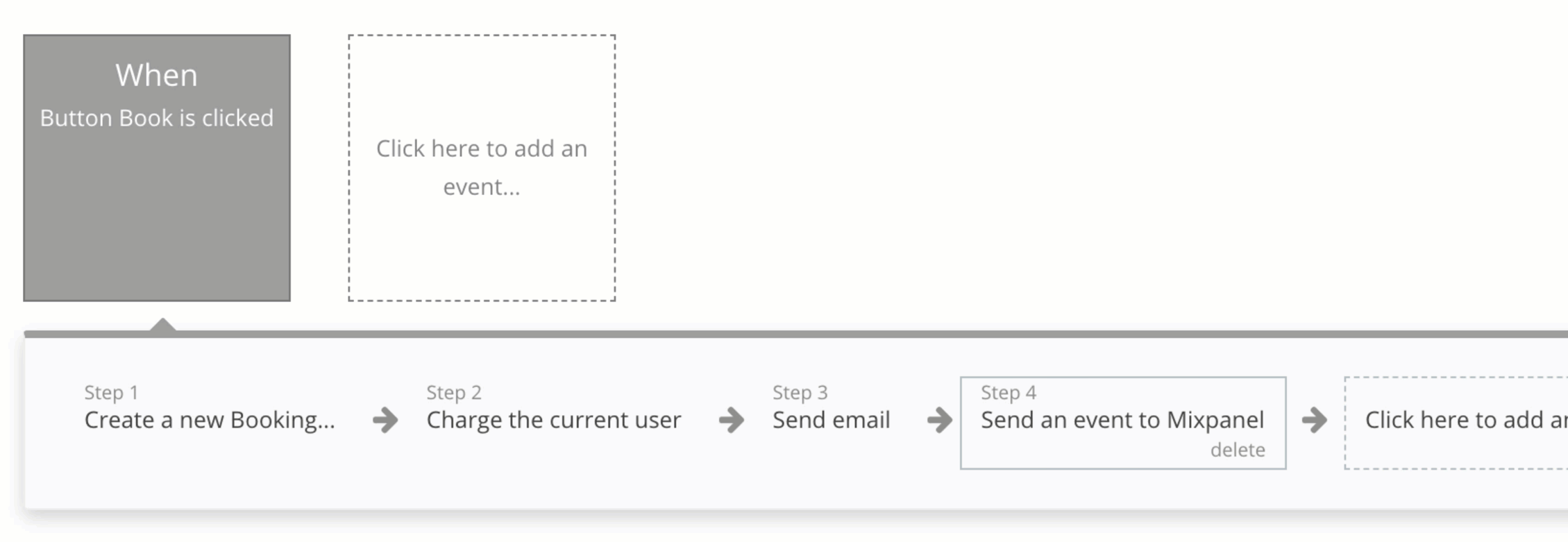
Exemple de programmation visuelle en Bubble pour un flux de travail simple de réservation

## Histoire
Bubble Group, Inc. a été fondé en 2012 par Emmanuel Straschnov et Joshua Haas à New York. Bubble a levé 6 250 000 de dollars en 2019 auprès d'investisseurs de la Silicon Valley et d'entrepreneurs. En juillet 2021, la start-up lève 100 millions auprès d'Insight Partners, SignalFire, Neo, BoxGroup, ThirdKind et plusieurs business angels. 